# Leichtathletik-Europameisterschaften 2018/110 m Hürden der Männer

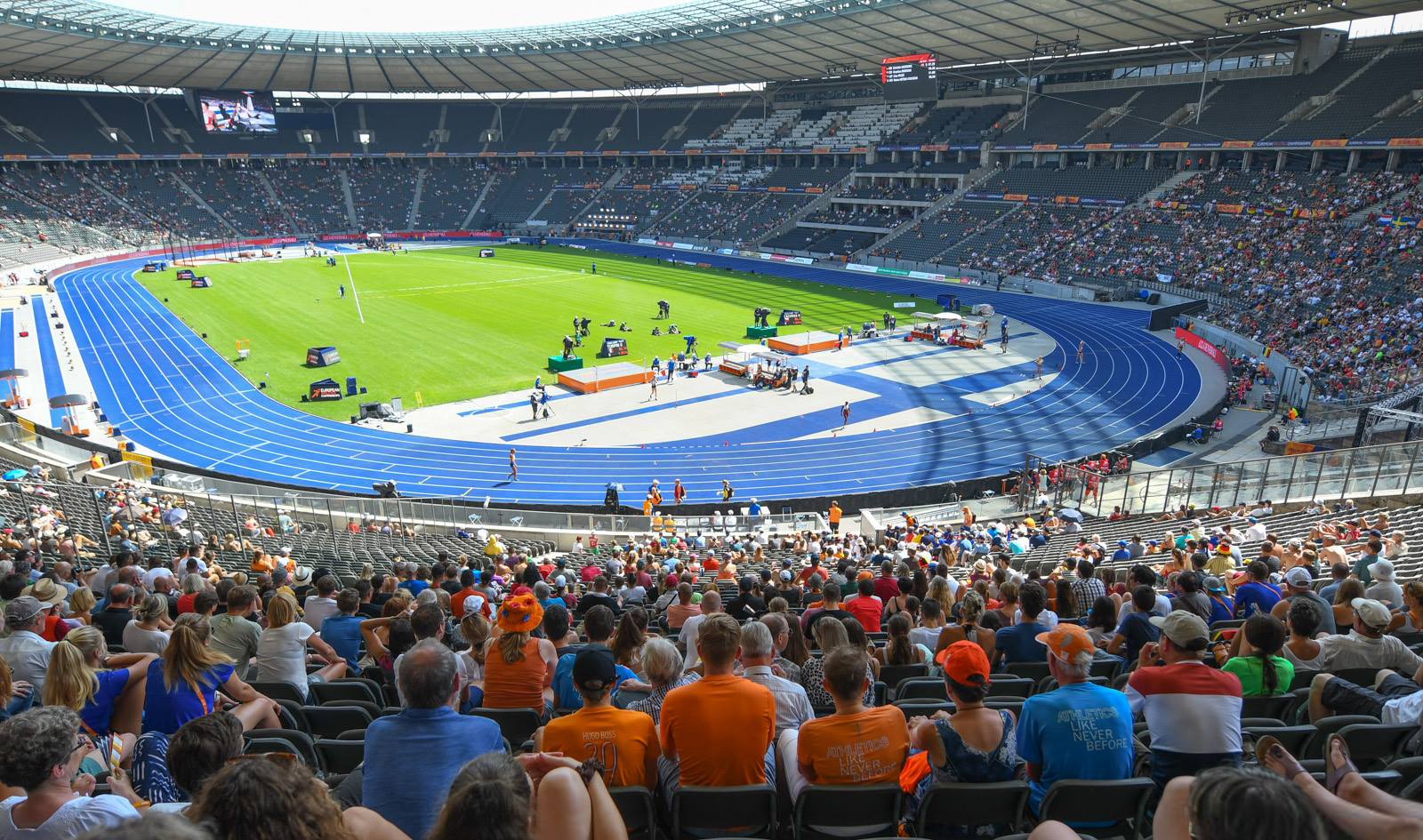
Das Berliner Olympiastadion am 9. August 2018

Der 110-Meter-Hürdenlauf der Männer bei den Leichtathletik-Europameisterschaften 2018 fand am 9. und 10. August im Olympiastadion in der deutschen Hauptstadt Berlin statt.
Es siegte Pascal Martinot-Lagarde aus Frankreich. Der unter neutraler Flagge startende Russe Sergei Schubenkow wurde Vizeeuropameister. Bronze ging an den Spanier Orlando Ortega.

## Bestehende Rekorde
| Weltrekord           | 12,80 s | Aries Merritt | Brüssel, Belgien       | 7. September 2012 |
| Europarekord         | 12,91 s | Colin Jackson | Stuttgart, Deutschland | 20. August 1993   |
| Meisterschaftsrekord | 13,02 s | Colin Jackson | EM Budapest, Ungarn    | 22. August 1998   |

Der bestehende EM-Rekord wurde bei diesen Europameisterschaften nicht erreicht. Die schnellste Zeit erzielte der französische Europameister Pascal Martinot-Lagarde im Finale mit 13,17 s, womit er fünfzehn Hundertstelsekunden über dem Rekord blieb. Zum Europarekord fehlten ihm 26 Hundertstelsekunden, zum Weltrekord 37 Hundertstelsekunden.

## Durchführung des Wettbewerbs
Die zwölf schnellsten Hürdensprinter der Jahresbestenliste – in den Halbfinalresultaten mit ‡ markiert – mussten in den Vorläufen noch nicht antreten. Sie waren automatisch für das Halbfinale qualifiziert und griffen erst dort in den Wettkampf ein.

## Legende
Kurze Übersicht zur Bedeutung der Symbolik – so üblicherweise auch in sonstigen Veröffentlichungen verwendet:
| PB  | Persönliche Bestleistung                                                                        |
| SB  | Persönliche Jahresbestleistung                                                                  |
| DSQ | disqualifiziert                                                                                 |
| IWR | Internationale Wettkampfregeln                                                                  |
| TR  | Technische Regeln                                                                               |
| ‡   | einer der zwölf schnellsten Sprinter der Jahresbestenliste (Markierung verwendet im Halbfinale) |

## Vorläufe
Aus den beiden Vorläufen qualifizierten sich die jeweils vier Ersten jedes Laufes – hellblau unterlegt – und zusätzlich die vier Zeitschnellsten – hellgrün unterlegt –  für das Halbfinale.

### Vorlauf 1

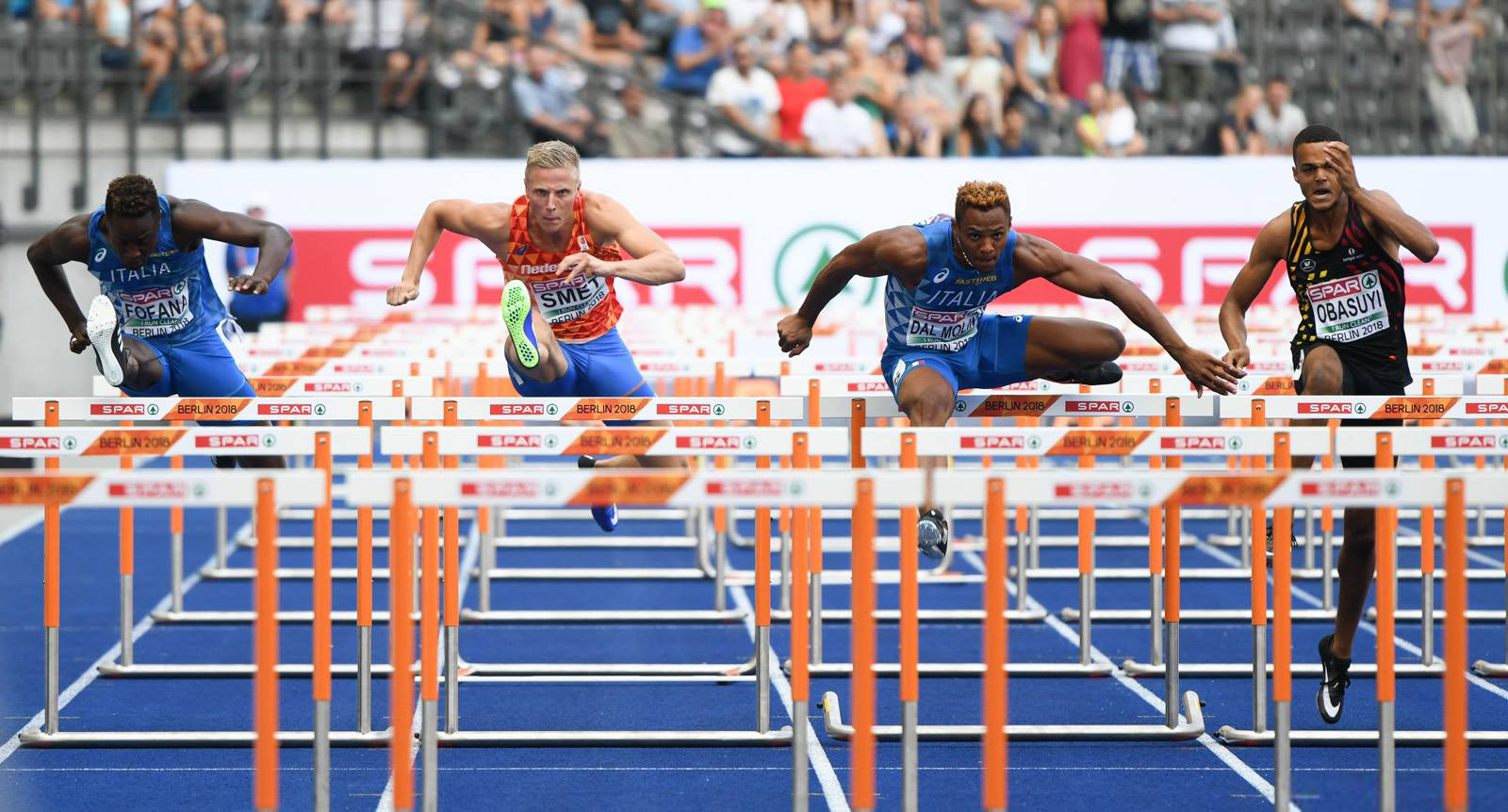
Erster Vorlauf (v. l. n. r.)
Hassane Fofana, Koen Smet, Paolo Dal Molin, Michael Obasuyi

9. August 2018, 10:55 Uhr MESZ

Wind: +0,8 m/s
| Platz | Bahn | Athlet             | Land        | Zeit (s) |
| ----- | ---- | ------------------ | ----------- | -------- |
| 1     | 6    | Paolo Dal Molin    | Italien     | 13,40 PB |
| 2     | 8    | Hassane Fofana     | Italien     | 13,50 PB |
| 3     | 7    | Koen Smet          | Niederlande | 13,61    |
| 4     | 2    | Garfield Darien    | Frankreich  | 13,62    |
| 5     | 4    | Vladimir Vukicevic | Norwegen    | 13,67    |
| 6     | 3    | Alexander John     | Deutschland | 13,69    |
| 7     | 5    | Michael Obasuyi    | Belgien     | 13,78    |
| 8     | 1    | Artem Schamatryn   | Ukraine     | 14,02    |

### Vorlauf 2
9. August 2018, 11:02 Uhr MESZ

Wind: +0,6 m/s
| Platz | Bahn | Athlet                  | Land           | Zeit (s) |
| ----- | ---- | ----------------------- | -------------- | -------- |
| 1     | 5    | Erik Balnuweit          | Deutschland    | 13,55    |
| 2     | 3    | David King              | Großbritannien | 13,65    |
| 3     | 2    | Lorenzo Perini          | Italien        | 13,65    |
| 4     | 1    | Konstandinos Douvalidis | Griechenland   | 13,68    |
| 5     | 8    | Artur Noga              | Polen          | 13,71    |
| 6     | 6    | Elmo Lakka              | Finnland       | 13,75    |
| 7     | 7    | Bálint Szeles           | Ungarn         | 14,07    |
| 8     | 4    | Brahian Peña            | Schweiz        | 14,50    |

## Halbfinale
Aus den drei Halbfinalläufen qualifizierten sich die jeweils beiden Ersten jedes Laufes – hellblau unterlegt – und zusätzlich die beiden Zeitschnellsten – hellgrün unterlegt – für das Finale. Die zwölf Jahresschnellsten (mit ‡ markiert), die automatisch für das Halbfinale qualifiziert waren, griffen jetzt in das Geschehen ein.

### Lauf 1

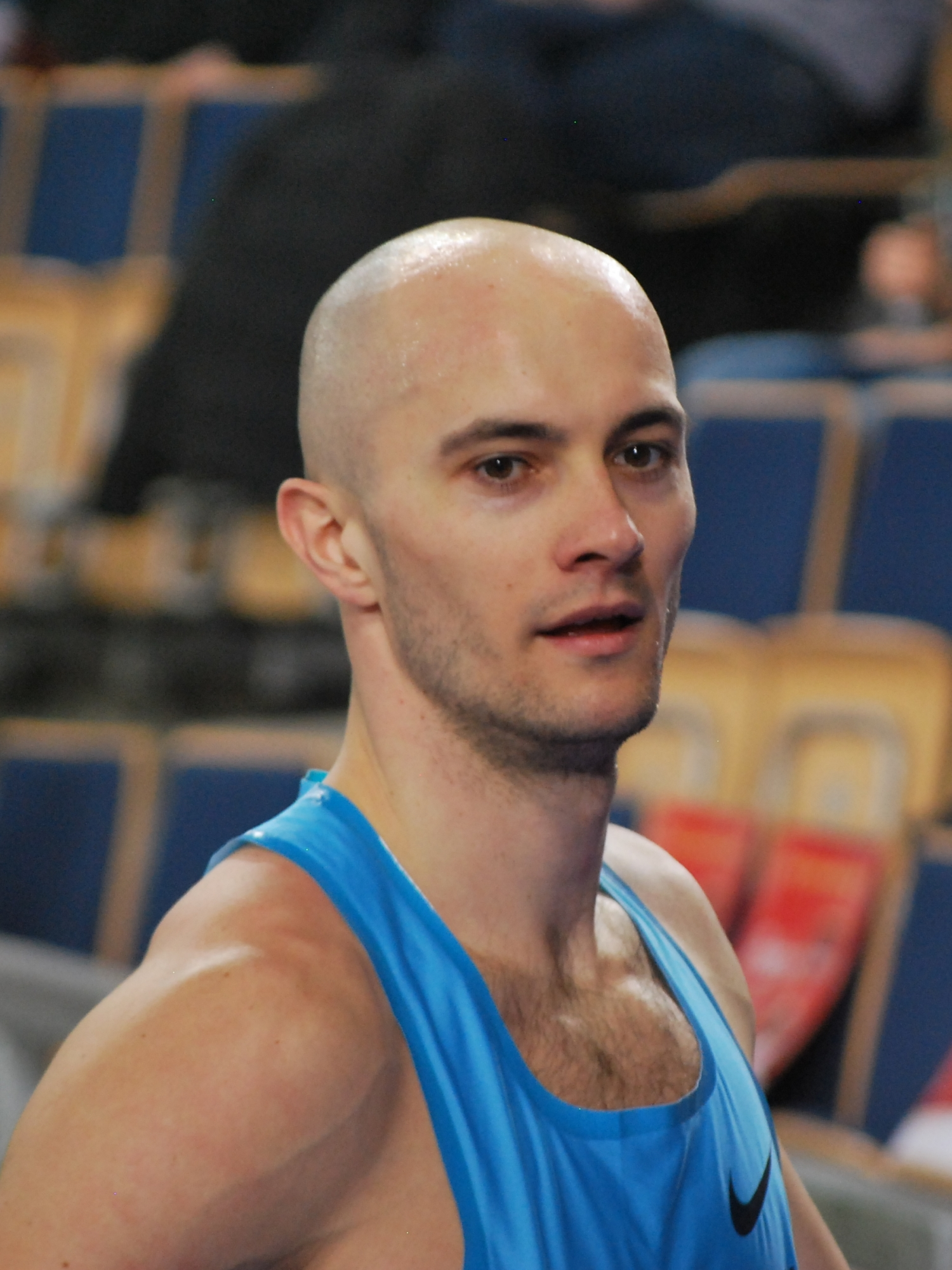
Artur Noga schied als Sechster seines Halbfinallaufs aus

10. August 2018, 19:10 Uhr MESZ

Wind: ±0,1 m/s
| Platz | Bahn | Name                    | Land                        | Zeit (s) |
| ----- | ---- | ----------------------- | --------------------------- | -------- |
| 1     | 3    | Sergei Schubenkow ‡     | Authorised Neutral Athletes | 13,24    |
| 2     | 4    | Gregor Traber ‡         | Deutschland                 | 13,26 SB |
| 3     | 5    | Aurel Manga ‡           | Frankreich                  | 13,45    |
| 4     | 8    | Hassane Fofana          | Italien                     | 13,52    |
| 5     | 7    | Konstandinos Douvalidis | Griechenland                | 13,56    |
| 6     | 2    | Artur Noga              | Polen                       | 13,66    |
| 7     | 6    | Wital Parachonka ‡      | Belarus                     | 13,69    |
| 8     | 1    | Michael Obasuyi         | Belgien                     | 13,78    |

### Lauf 2

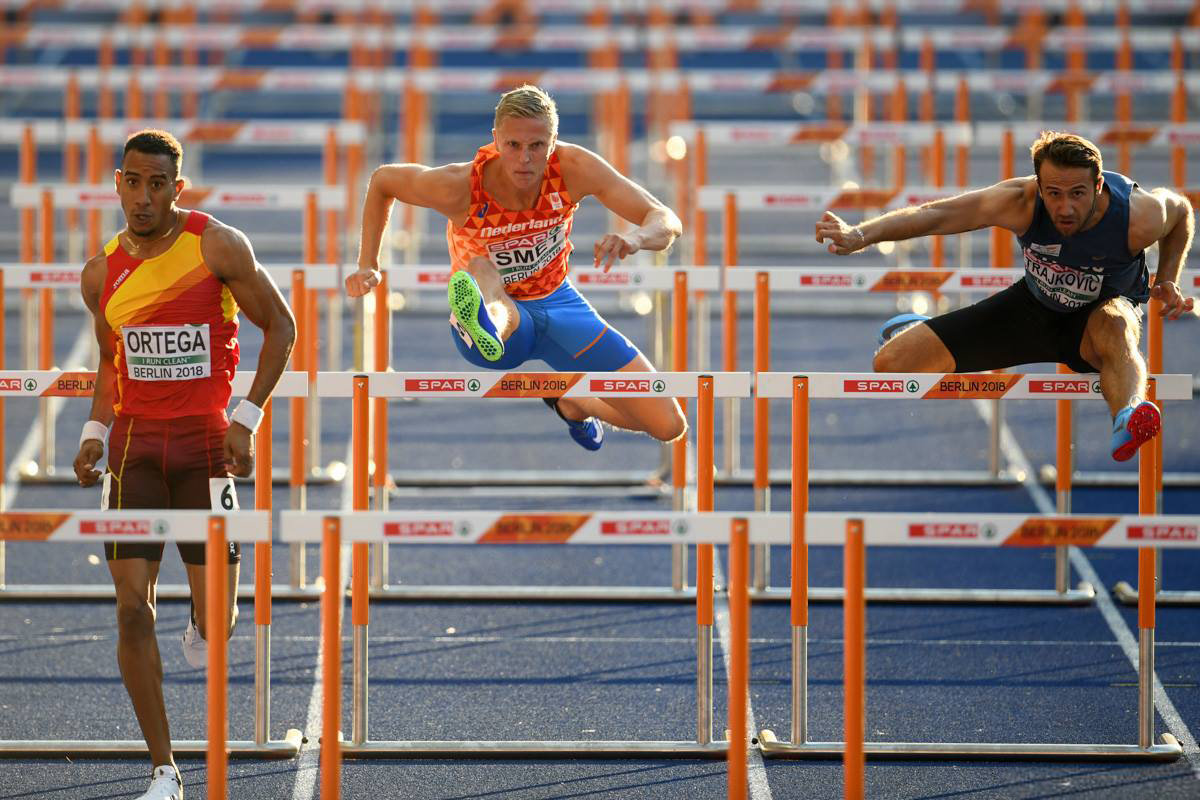
Zweites Halbfinale (v. l. n. r.):
Orlando Ortega, Koen Smet, Milan Traikovits

10. August 2018, 19:17 Uhr MESZ

Wind: +0,8 m/s
| Platz | Bahn | Name               | Land           | Zeit (s)                                  |
| ----- | ---- | ------------------ | -------------- | ----------------------------------------- |
| 1     | 6    | Orlando Ortega ‡   | Spanien        | 0013,21                                   |
| 2     | 3    | Andrew Pozzi ‡     | Großbritannien | 0013,28 SB                                |
| 3     | 7    | Garfield Darien    | Frankreich     | 0013,46                                   |
| 4     | 4    | Milan Traikovits ‡ | Zypern         | 0013,57                                   |
| 5     | 1    | Elmo Lakka         | Finnland       | 0013,60 PB                                |
| 6     | 2    | Paolo Dal Molin    | Italien        | 0013,61                                   |
| 7     | 5    | Koen Smet          | Niederlande    | 0013,71                                   |
| DSQ   | 8    | Alexander John     | Deutschland    | IWR 168, TR22.6 – Regelverstoß Hürdenlauf |

### Lauf 3

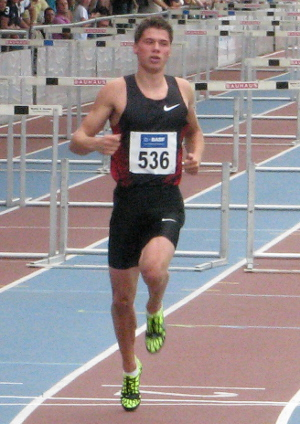
Erik Balnuweit erreichte als Siebter seines Halbfinallaufs nicht das Finale

10. August 2018, 19:24 Uhr MESZ

Wind: −0,1 m/s
| Platz | Bahn | Name                      | Land           | Zeit (s) |
| ----- | ---- | ------------------------- | -------------- | -------- |
| 1     | 3    | Pascal Martinot-Lagarde ‡ | Frankreich     | 13,32    |
| 2     | 6    | Balázs Baji ‡             | Ungarn         | 13,41    |
| 3     | 5    | Damian Czykier ‡          | Polen          | 13,45    |
| 4     | 7    | Lorenzo Perini            | Italien        | 13,50    |
| 5     | 4    | Jason Joseph ‡            | Schweiz        | 13,53    |
| 6     | 2    | David King                | Großbritannien | 13,55 SB |
| 7     | 8    | Erik Balnuweit            | Deutschland    | 13,59    |
| 8     | 1    | Vladimir Vukicevic        | Norwegen       | 13,71    |

## Finale
10. August 2018, 21:35 Uhr MESZ

Wind: ±0,0 m/s
| Platz | Bahn | Athlet                  | Land                        | Offizielle Zeit (s) | Hundertstelsekunden (inoffiziell) |
| ----- | ---- | ----------------------- | --------------------------- | ------------------- | --------------------------------- |
|       | 4    | Pascal Martinot-Lagarde | Frankreich                  | 13,17 SB            | 13,163                            |
|       | 5    | Sergei Schubenkow       | Authorised Neutral Athletes | 13,17000            | 13,165                            |
|       | 3    | Orlando Ortega          | Spanien                     | 13,34000            |                                   |
| 4     | 1    | Damian Czykier          | Polen                       | 13,38000            |                                   |
| 5     | 6    | Gregor Traber           | Deutschland                 | 13,46000            |                                   |
| 6     | 8    | Andrew Pozzi            | Großbritannien              | 13,48000            |                                   |
| 7     | 2    | Aurel Manga             | Frankreich                  | 13,51000            |                                   |
| 8     | 7    | Balázs Baji             | Ungarn                      | 13,55000            |                                   |

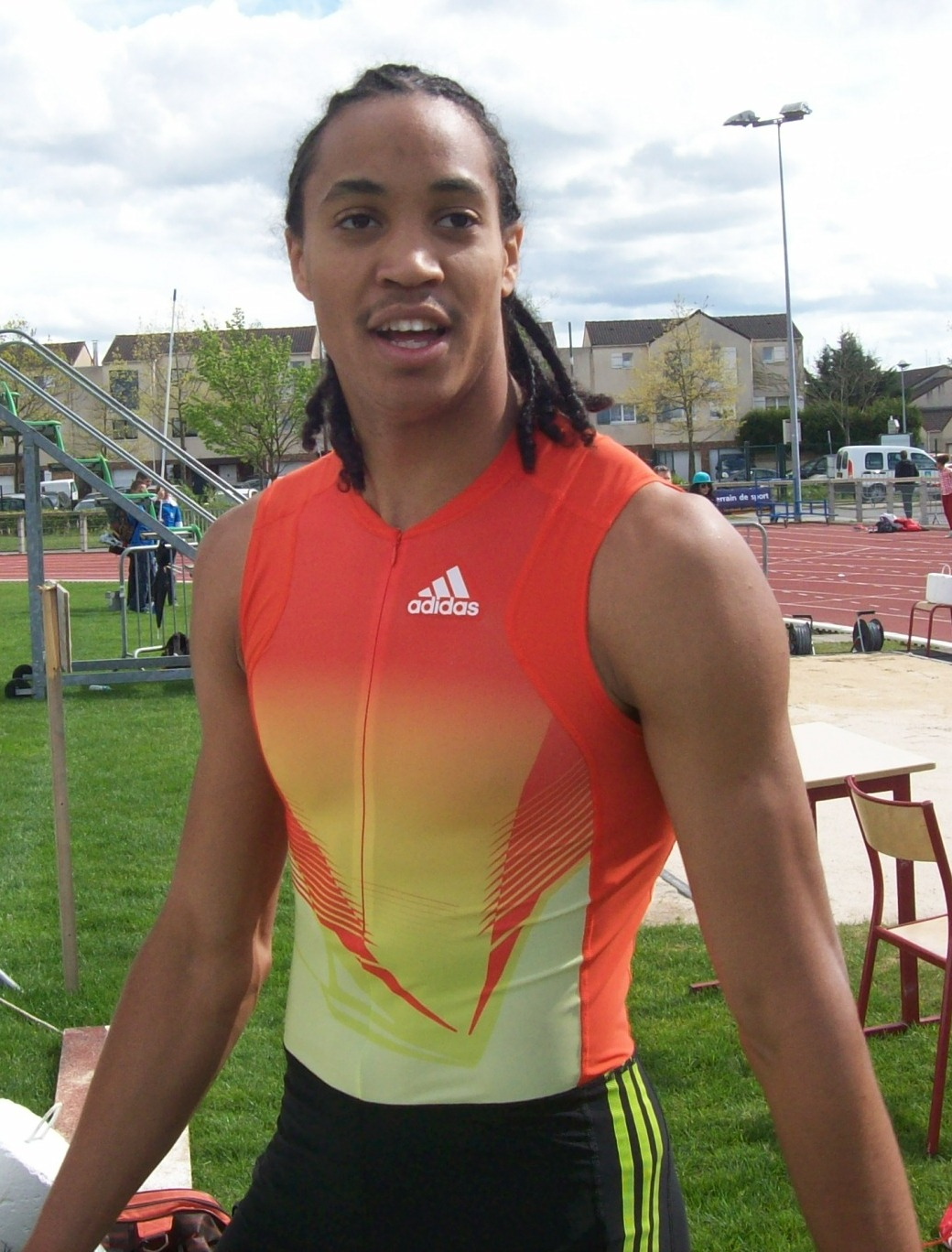
Europameister
Pascal Martinot-Lagarde

Als Favorit ging in erster Linie der unter neutraler Flagge startende Sergei Schubenkow in dieses Rennen. Er war der Weltmeister von 2015 / Vizeweltmeister von 2017 und hatte im Halbfinale die zweitschnellste Zeit erzielt. Aber es gab ernstzunehmende Konkurrenz für ihn. Der Spanier Orlando Ortega war als WM-Siebter von 2017 mit 13,21 Sekunden schnellster Halbfinalist. Der Franzose Pascal Martinot-Lagarde trat als WM-Vierter von 2015 an, hatte jedoch im Halbfinale noch nicht sein Leistungsvermögen gezeigt. Auch der ungarische Vizeeuropameister von 2016 Balázs Baji hatte im Halbfinale nicht überzeugt, was ebenso für den polnischen EM-Vierten von 2016 Damian Czykier galt. Der französische WM-Vierte von 2017 Garfield Darien war im Halbfinale ausgeschieden und Titelverteidiger Dimitri Bascou aus Frankreich war hier in Berlin nicht dabei. Der Deutsche Gregor Traber hatte sich im Halbfinale mit der drittschnellsten Zeit präsentiert, galt jedoch eher als Außenseiter.
Gleich nach dem Start führte Martinot-Lagarde mit einem knappen Vorsprung. Bei Rennhälfte rückte Schubenkow auf und schien den Franzosen zu passieren Doch dieser hielt noch einmal dagegen. Mit bloßem Auge war es unmöglich, im Ziel einen Sieger auszumachen. Schließlich ergab das Zielfoto den Erfolg für Pascal Martinot-Lagarde, der zwei Tausendstelsekunden schneller als Sergei Schubenkow war. Für beide wurden als Endzeit 13,17 s ausgewiesen – 13,163 s für Martinot-Lagarde / 13,165 s für Schubenkow. Deutlich dahinter wurde Orlando Ortega Dritter. Sein Abstand zum Sieger betrug siebzehn Hundertstelsekunden. Damian Czykier kam vor Gregor Traber auf den vierten Rang.

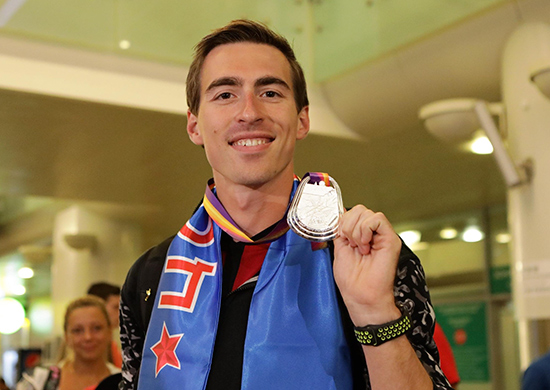
Vizeeuropameister Sergei Schubenkow
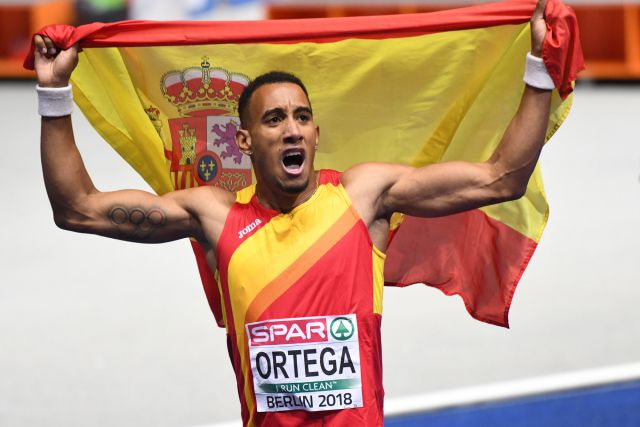
Bronzemedaillengewinner Orlando Ortega
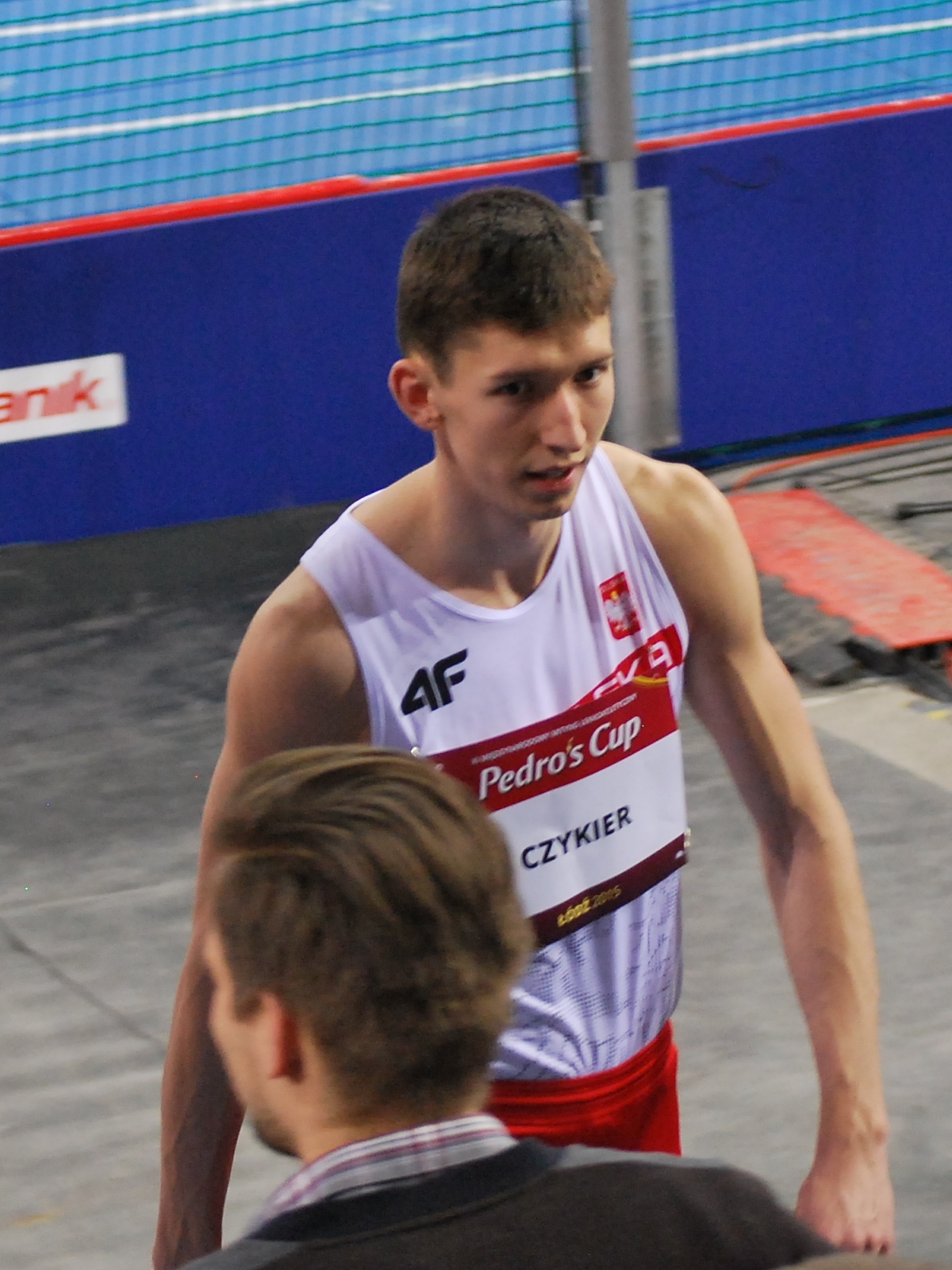
Damian Cykier wurde Vierter
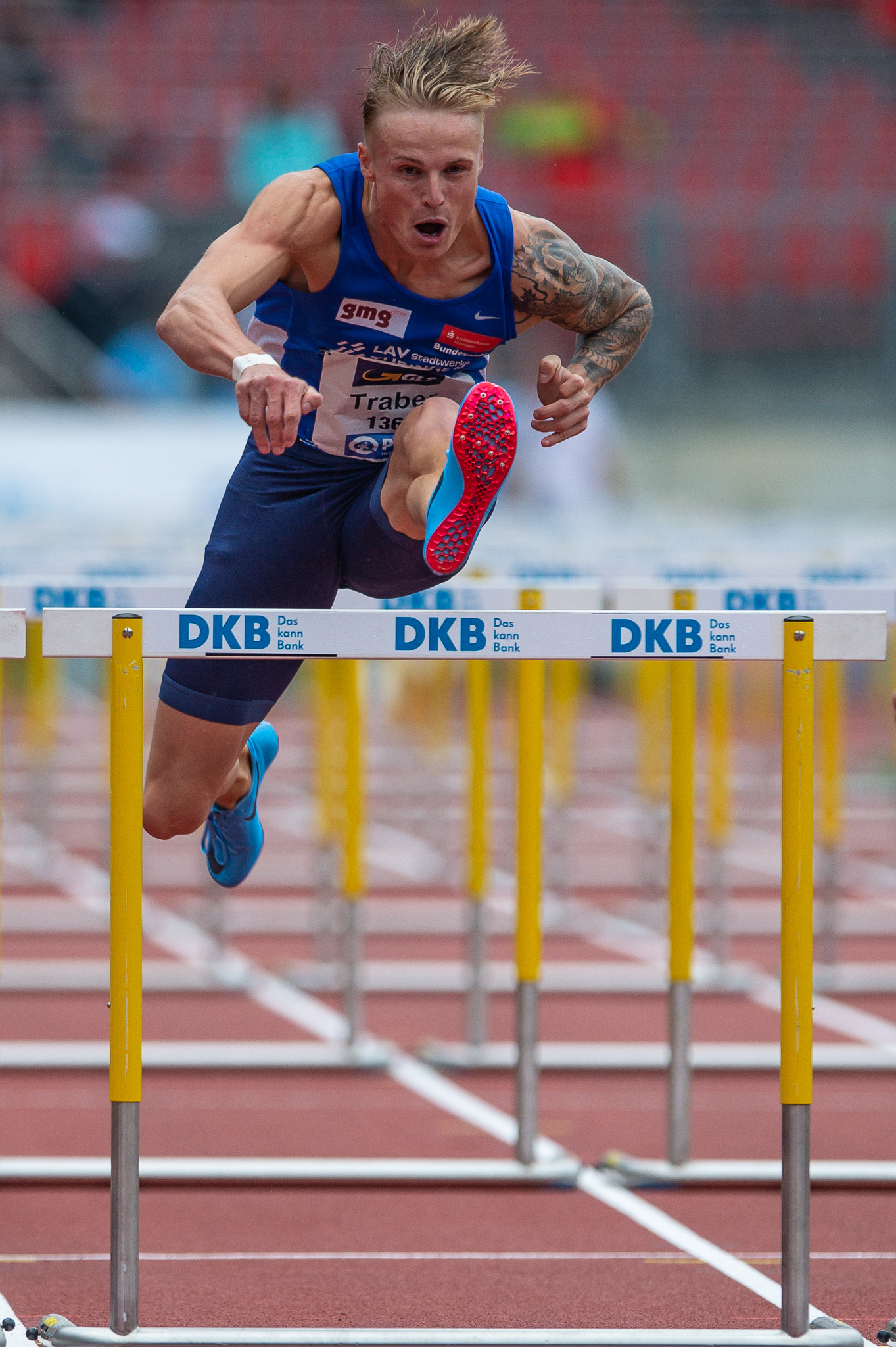
Gregor Traber kam auf den fünften Platz

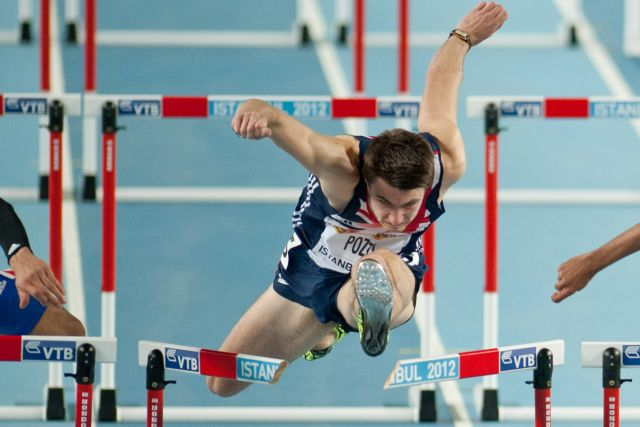
Rang sechs für Andrew Pozzi
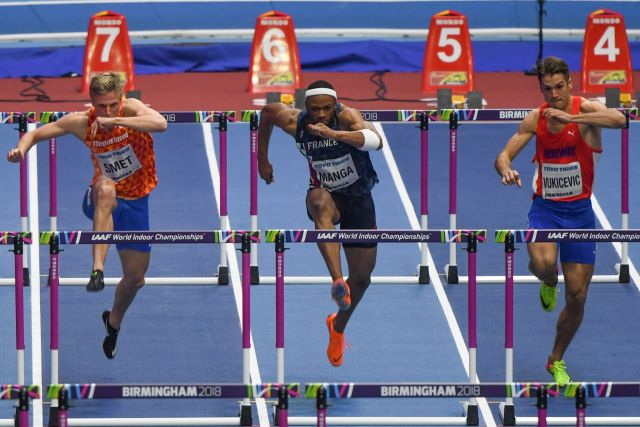
Aurel Manga (Mitte) belegte den siebten Platz
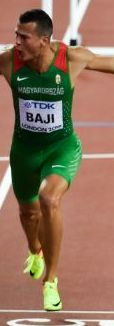
Balázs Baji erreichte Rang acht